# Municipio Mejía
Mejía es uno de los 15 municipios del Estado Sucre, Venezuela. Está ubicado en la zona suroriental del Golfo de Cariaco, al oeste de ese Estado, tiene una superficie de 298 km² y una población (censo 2011) de 14 300 habitantes. Su capital es San Antonio del Golfo. Fue fundado por capuchinos aragoneses como misión de San Antonio de Padua, en el sitio donde hoy se ubica el caserío "la pena", en el valle de Guaypanacuar, a tres leguas de San Felipe de Austria (Cariaco).

## Geografía
El área es fundamentalmente montañosa aunque la franja costera crea una depresión. La temperatura promedio anual es de 26,5 °C, con precipitaciones anuales de 800 mm.

### Parroquias
Su única parroquia es la parroquia San Antonio del Golfo, siendo esta la capital del municipio.

## Economía
El sector de servicios turísticos y recreacionales ha venido desplazando a la agricultura como principal renglón económico del municipio, aunque en las zonas apartadas de la costa la producción de caña de azúcar y la ganadería vacuna continúan siendo la base económica de la región.

## Política y gobierno

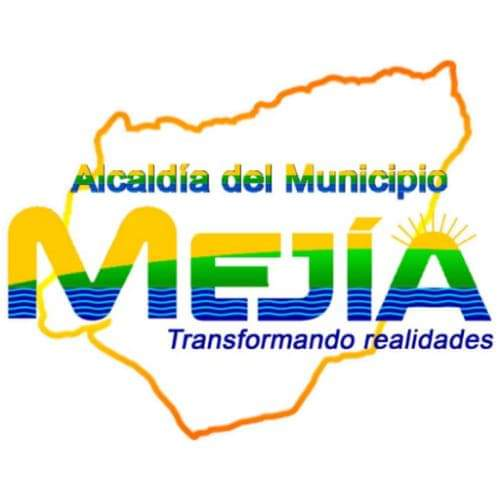
Logo de la Alcaldía (2021-2025).

### Alcaldes
| Período     | Alcalde                 | Partido político / Alianza     | % de votos | Notas |
| ----------- | ----------------------- | ------------------------------ | ---------- | --- |
| 1989 - 1992 | Emisael Ribero González | AD                             | 51,30      | Primer alcalde bajo elecciones directas |
| 1992 - 1995 | Emisael Ribero González | AD                             | 56,51      | Reelecto |
| 1995 - 2000 | Eulalio Márquez         | AD                             | -          | Segundo alcalde bajo elecciones directas (se realizaron elecciones generales adelantadas en el 2000 debido a la aprobación de la Constitución de 1999) |
| 2000 - 2004 | Yonny Patiño            | MAS                            | 53,34      | Tercer alcalde bajo elecciones directas |
| 2004 - 2008 | Yonny Patiño            | PODEMOS                        | 65,75      | Reelecto |
| 2008 - 2013 | Martha Patiño           | PSUV                           | 51,70      | Cuarta alcalde bajo elecciones directas (se postergan 1 año las elecciones municipales pautadas para finales del 2012)                                 |
| 2013 - 2017 | Martha Patiño           | PSUV                           | 39,35      | Reelecta |
| 2017 - 2021 | Martha Patiño           | PSUV                           | 58,16      | Reelecta |
| 2021 - 2025 | Jordan Sifuentes        | VP                             | 59,79      | Quinto alcalde electo bajo elecciones directas. |
| 2025 - 2029 | Euclides Colón          | Cambiemos Movimiento Ciudadano |            | Sexto alcalde electo bajo elecciones directas |

### Concejo municipal
Período 1989 - 1992
| Concejales:           | Partido político / Alianza |
| --------------------- | -------------------------- |
| Eulalio Márquez       | AD                         |
| Yonny Patiño          | AD                         |
| Jesús Ramón Velásquez | COPEI                      |
| Franklin Barrios      | COPEI                      |
| Pedro Ávila Rodríguez | MAS                        |

Período 1992 - 1995
| Concejales:          | Partido político / Alianza |
| -------------------- | -------------------------- |
| Jesús García         | AD                         |
| Yonny Patiño         | AD                         |
| Alvaro Sánchez       | AD                         |
| Pedro Bautista López | AD                         |
| Eulalio Márquez      | AD                         |
| Franklin Barrios     | COPEI                      |
| Armando Rodríguez    | COPEI                      |

Período 1995 - 2000
| Concejales:           | Partido político / Alianza |
| --------------------- | -------------------------- |
| Yonny Patiño          | AD                         |
| Emiliano González     | AD                         |
| José Ramón Caracuán   | AD                         |
| Pedro Bautista López  | AD                         |
| Miguel Ángel Jiménez  | AD                         |
| Carmelo Natera        | COPEI                      |
| Juan González Cabello | COPEI                      |

Período  2013 - 2018:
| Concejales    | Partido político / Alianza |
| ------------- | -------------------------- |
| Jose Rivero   | PSUV                       |
| Gilme Ramos   | PSUV                       |
| Daniel Lanza  | PSUV                       |
| Dianora Ribas | PSUV                       |
| Ana Gonzalez  | MUD                        |

Período 2018 - 2021
| Concejales       | Partido político / Alianza |
| ---------------- | -------------------------- |
| Rafael Ortiz     | PSUV                       |
| Lorenza González | PSUV                       |
| Eduardo Cortéz   | PSUV                       |
| Carmen Márquez   | PSUV                       |
| Yorman Bastardo  | PSUV                       |
| Direvis Amaya    | PSUV                       |
| Nicolas Sánchez  | PSUV                       |

Período 2021 - 2025
| Concejales        | Partido político / Alianza |
| ----------------- | -------------------------- |
| Juan Ramos        | VP                         |
| Ana Raposo        | VP                         |
| Carlos Bermudez   | VP                         |
| Jesus Sanchez     | VP                         |
| Zusleiny Bastardo | VP                         |
| Elexio Patiño     | PSUV                       |
| America Gonzalez  | PSUV                       |

Periodo 2025-29
| Concejales        | Partido político / Alianza |
| ----------------- | -------------------------- |
| Jesus Sanchez     | CMC                        |
| Zusleiny Bastardo | CMC                        |
| Carmen González   | CMC                        |
| Ana Rasposo       | CMC                        |
| Carlos Bermudez   | CMC                        |
| Simon Ramos       | CMC                        |
| Eduardo Marcano   | PSUV                       |